# Nicolaas Laurens Burman
Nicolaas Laurens Burman (Amsterdam, 1734 - 1793) was een Nederlands botanicus.
Hij was de zoon van botanicus en medicus Johannes Burman en promoveerde in Leiden in 1759 op een botanisch onderwerp, toen nog niet erg gangbaar. Hij vervolgde zijn opleiding bij Carl Linnaeus aan de Universiteit van Uppsala in 1760. In 1769 werd hij assistent van zijn vader. Hij volgde zijn vader in 1777 op als hoogleraar in de plantkunde aan het Athenaeum Illustre. Hij is de auteur van verscheidene werken, waaronder Specimen botanicum de geraniis (1759) en Flora Indica (1768), die gecompleteerd werd door Johann Gerhard König. Na 1773 heeft hij niets meer gepubliceerd. De Hortus Botanicus Amsterdam verloor aan glans. Tien jaar later had hij psychische en financiële problemen. Burman woonde op Keizersgracht 532.
- Author citation (botany): Burm.f.
- Gemeinsame Normdatei: 117174548
- International Standard Name Identifier: 0000 0001 1702 0647
- Library of Congress Control Number: n86069833
- Nederlandse Thesaurus van Auteursnamen: 069889481
- LIBRIS: 295273
- Système universitaire de documentation: 122953592
- Museum of New Zealand Te Papa Tongarewa: 50382
- Virtual International Authority File: 121935880
- WorldCat: E39PBJjxq8MdjHKfrq4CbjBwYP